# Ганс Вайбрехт
Ганс Вайбрехт (нім. Hans Weibrecht; 23 вересня 1911, Фюрт — 15 квітня 1945, Санкт-Пельтен) — німецький офіцер, штурмбанфюрер СС.

## Біографія
В листопаді 1931 року вступив в СА, 1 березня 1932 року — в НСДАП (квиток №1 003 285), 15 квітня 1933 року — в СС (посвідчення №55 080). В 1933 році — допоміжний поліцейський. 11 липня 1933 року вступив в охорону концтабору Дахау, з травня 1934 року — ад'ютант коменданта табору Теодора Айке. З 1935 року служив в Імперському студентському управлінні в Штутгарті. З липня 1937 року служив в 13-му піхотному полку в Людвігсбурзі. З жовтня 1938 року служив в Головному управлінні СД. З 16 жовтня 1939 року — комендант 7-го форту концтабору Позен. З 10 серпня 1941 року — заступник командира команди 10a айнзацгрупи D, яка діяла на Кавказі, з серпня 1942 року — під Краснодаром. З жовтня 1944 року служив в РСГА. З жовтня 1944 року — інспектор поліції безпеки і СД в Позені і комнадир антипартизанського з'єднання. Загинув у бою у складі 6-ї танкової армії СС.

## Звання
- Манн СС (15 квітня 1934)
- Трупфюрер СС (травень 1934)
- Унтерштурмфюрер СС (5 липня 1934)
- Оберштурмфюрер СС (15 вересня 1935)
- Кандидат в офіцери (липень 1937)
- Гауптштурмфюрер СС (12 вересня 1937)
- Штурмбанфюрер СС (30 жовтня 1944)

## Нагороди
- Почесний кут старих бійців (лютий 1934)
- Йольський свічник (1935)
- Почесна шпага рейхсфюрера СС
- Спортивний знак СА в бронзі
- Німецька імперська відзнака за фізичну підготовку в бронзі
- Перстень «Мертва голова»
- Хрест Воєнних заслуг 2-го і 1-го класу з мечами
- Залізний хрест 2-го і 1-го класу (1943)
- Штурмовий піхотний знак в сріблі
- Нагрудний знак «За боротьбу з партизанами» в бронзі
- Відзнака для східних народів
  - 2-го класу в сріблі
  - 1-го класу в сріблі (28 листопада 1943)